# Aikawa
Aikawa (愛川町, Aikawa-machi) és una vila i municipi pertanyent al districte d'Aikō de la prefectura de Kanagawa, a la regió de Kanto, Japó.

## Geografia
La vila d'Aikawa es troba localitzada a la part septentrional de la prefectura de Kanagawa, de relleu muntanyós i dins de la regió central de la prefectura. El riu Nakatsu, afluent del riu Sagami, passa pel terme municipal. Una part de les muntanyes Tanzawa s'hi troben al territori de la vila. La presa de Miyagase, una important font hidroelèctrica regional s'hi troba al riu Nakatsu. El pic més alt de la vila és el mont Takatori. El terme municipal d'Aikawa limita amb els de Sagamihara al nord, Atsugi al sud i a l'est i amb Kiyokawa a l'oest.

## Història
Des de aproximadament el període Nara fins a principis del període Meiji, la zona on actualment es troba la vila d'Aikawa va formar part de l'antiga província de Sagami. Durant el període Sengoku, la batalla de Mimasetoge entre les forces de Takeda Shingen i el clan Hōjō tardà va tindre lloc on actualment es troba la vila. Durant el període Tokugawa, l'àrea va ser declarada territori tenryō, propietat directa i exclusiva del bakufu Tokugawa. Després de la restauració Meiji, a la reorganització cadastral, es creà el poble d'Aikawa l'1 d'abril de 1889. Aikawa va assolir la seua actual condició de vila l'1 d'abril de 1940. El 15 de gener de 1955, Aikawa va absorbir el poble veí de Takamine i el 30 de setembre de 1956, el poble de Nakatsu. El desenvolupament de la vila com una àrea industrial va començar a mitjans de la dècada de 1960.

## Demografia
| 1920   | 1930   | 1940   | 1950   | 1960   | 1970   | 1980   |
| ------ | ------ | ------ | ------ | ------ | ------ | ------ |
| 10.238 | 11.031 | 12.908 | 14.767 | 13.741 | 18.436 | 29.873 |
| 1990   | 2000   | 2010   | 2020   | 2030   | 2040   | 2050   |
| 40.424 | 42.760 | 42.091 | 39.260 | -      | -      | -      |

## Transport

### Ferrocarril
Al terme municipal d'Aikawa no hi ha cap estació de ferrocarril. Les estacions més properes es troben al municipi veí de Sagamihara.

### Carretera
- Nacional 412
- Xarxa de carreteres prefecturals de Kanagawa

## Agermanaments
- Tateshina, prefectura de Nagano, Japó.
- Aibetsu, Hokkaido, Japó.
- Aisai, prefectura d'Aichi, Japó.
- Aishō, prefectura de Shiga, Japó.
- Ainan, prefectura d'Ehime, Japó.